# Das Attentat (Comic)
 Das Attentat  (franz. Originaltitel: L’attentat) ist eine Graphic Novel von Loïc Dauvillier mit Illustrationen von Glen Chapron nach der Romanvorlage Die Attentäterin von Yasmina Khadra. Die französische Originalausgabe erschien am 5. September 2012 beim französischen Verlag Glénat. Die deutsche Erstausgabe erschien 2013 beim Carlsen Verlag.

## Handlung
Amin Jaafari, ein Palästinenser mit israelischer Staatsbürgerschaft,  arbeitet als Chirurg in einem Krankenhaus in Tel Aviv. Er ist verheiratet mit Sihem Jaafari, die ebenfalls aus Palästina stammt. Beide fühlen sich in Israel gut integriert und sind glücklich. Doch eines Tages geht in der Nähe des Krankenhauses in einem Restaurant eine Bombe hoch. Amin versorgt die Verletzten im Krankenhaus. Als er für eine Pause zu sich nach Hause geht, wird er von der Polizei kontaktiert. Er soll die Leiche seiner Frau identifizieren. Die Polizei eröffnet Amin, dass seine Frau die Selbstmordattentäterin ist. Amin, der zunächst noch überzeugt ist, dass es sich nur um eine Verwechslung handelt, gerät in einen Schockzustand. Er kann nicht glauben, dass Sihem, eine schöne, intelligente, selbstbestimmte Frau mit vielen jüdischen Freundinnen, eine fundamentalistische Attentäterin sein soll.
Nachdem er sie beerdigt hat, findet er einen Brief seiner Frau, der ihm schließlich die Gewissheit bringt, dass sie die Attentäterin war. Amin möchte die Hintergründe der Tat verstehen und beschließt, in die autonom palästinensische Stadt Bethlehem zu reisen. Eine Freundin aus dem Krankenhaus, Kim Yehuda, begleitet ihn dorthin.
In Bethlehem trifft Amin auf Verwandte, Freunde, Verbündete und Bewunderer seiner Frau. Stück für Stück setzt er aus den gewonnenen Informationen ein neues Bild seiner Frau zusammen. Doch seine Nachforschungen lösen Unruhen aus. Amin wird mehrfach zum Opfer von Gewaltanwendungen und kehrt mit Kim zunächst nach Tel Aviv zurück.
Doch er gibt seine Suche noch nicht auf. Ein Hinweis führt ihn schließlich in die Stadt Dschenin, die ebenfalls im palästinensischen Autonomiegebiet liegt. Hier erfährt er mehr über die Motive seiner Frau und die Gruppe, mit der sie ihre Tat im Untergrund in Tel Aviv vorbereitete.
Schließlich landet er bei seinem Großonkel und seiner Familie und fühlt sich das erste Mal seit dem Attentat wieder wohl. Doch das währt nicht lange. Nachdem ein weiteres Familienmitglied ein Attentat verübt hat, steht das israelische Militär vor der Haustür. Amin und seine Familie müssen mit ansehen, wie sie das Haus der Familie mit einem Bulldozer zerstören.
Als Reaktion darauf macht sich seine Nichte Faten Jaafari auf den Weg nach Dschenin, mit dem Plan, ein weiteres Attentat zu verüben. Amin folgt ihr und möchte sie abhalten. Doch er kann sie vor Ort nicht finden und kommt bei einem dort stattfindenden Drohnen-Angriff als „Kollateralschaden“ ums Leben.

## Auszeichnungen
- 2012: Das Attentat wurde als einer der intelligentesten und feinfühlendsten Graphic Novels des Jahres 2012 von actuabd.com ausgezeichnet.